# 经北二路站
经北二路站是郑州地铁5号线的地铁车站，位于中华人民共和国河南省郑州市郑州经济技术开发区（行政区划属管城回族区）经北二路与经开第九大街交叉口东侧约300米处，于2021年5月15日启用。

## 车站结构
经北二路站的主体结构呈南北向布置，为地下二层车站，B1层为站厅层，B2层为站台层。
| 1F  | 地面     | 所有出入口                                               |
| B1F | 站厅     | 客服中心、自动售票机、行李检查、闸机、车站控制室、警务室 |
| B2F | █ 5号线  | 外环方向（省骨科医院）                                   |
| B2F | 岛式站台 | 至站厅                                                   |
| B2F | █ 5号线  | 内环方向（经开中心广场）                                 |

### 站厅
经北二路站的站厅位于B1层，设有客服中心、自动售票机、行李检查等设施。站厅由闸机和栏杆分隔为付费区和非付费区，付费区内设有自动扶梯、步梯和无障碍电梯连接站台层。在站厅非付费区近C口通道处设有卫生间和母婴室。

### 站台
经北二路站设一座岛式站台，位于B2层，安装有高站台门。站台呈南北向，东侧站台面由5号线外环方向的列车使用，西侧站台面由5号线内环方向的列车使用。

### 出入口
经北二路站目前开通A、C两个出入口，分别位于经北二路的南侧和北侧，连接地面和站厅非付费区。其中A口设有无障碍电梯。
该站各出入口信息如下表所示。
| 编号                              | 指示           | 接驳交通 | 图片 |
| --------------------------------- | -------------- | -------- | ---- |
| 无障碍设施                        | 经北二路（南） |          |      |
| 电梯                              | 经北二路（北） |          |      |
| 註： 设有无障碍卫生间 \| 设有电梯 |                |          |      |

## 历史
本站位于郑州经开综合保税区范围内，车站启用前需经海关批准对综保区的围网进行调整，因此并未随郑州地铁5号线开通而一同启用，列车于本站不停车通过。经相关部门进行协调后，本站于2021年5月15日正式启用。